# Maria Adelaide di Lussemburgo (1924-2007)
Maria Adelaide di Lussemburgo (nome completo in francese Marie-Adélaïde Louise Thérèse Wilhelmine; Colmar-Berg, 21 maggio 1924 – Fischbach, 28 febbraio 2007) è stata una principessa lussemburghese.

## Biografia
Nata nel castello di Berg come principessa di Lussemburgo, principessa di Nassau e principessa di Borbone-Parma, Maria Adelaide era la terza figlia della granduchessa Carlotta di Lussemburgo e del principe Felice di Borbone-Parma, sorella del granduca Giovanni di Lussemburgo e zia dell'attuale granduca Enrico. I suoi nonni paterni erano Roberto I di Parma e Maria Antonia di Braganza, quelli materni Guglielmo IV di Lussemburgo e Maria Anna di Braganza.
Ha sposato Karl Josef Graf Henckel von Donnersmarck (7 novembre 1928-16 aprile 2008) il 10 aprile 1958. Hanno avuto quattro figli:
- Graf Andreas Henckel von Donnersmarck (nato il 30 marzo 1959), ha sposato nel 1995 la principessa Johanna von von Hohenberg (nata nel 1966), discendente diretta dell'arciduca Francesco Ferdinando d'Austria-Este;
- Félix Graf Henckel von Donnersmarck (2 marzo 1960 - 28 ottobre 2007), celibe e senza figli;
- Heinrich Graf Henckel von Donnersmarck (nato il 13 novembre 1961), ha sposato nel 1998 Anna-Maria Merckens (nata nel 1969);
- Grafin Charlotte Henckel von Donnersmarck (nata il 4 agosto 1965), ha sposato nel 1999 Johannes Christoph Graf von Meran (nato nel 1963), discendente diretto dell'arciduca Giovanni d'Asburgo-Lorena.

## Titoli e trattamento
- 21 maggio 1924 - 10 aprile 1958: Sua Altezza Reale, la principessa Maria Adelaide di Lussemburgo, principessa di Nassau, principessa di Borbone-Parma
- 10 aprile 1958 - 28 febbraio 2007: Sua Altezza Reale, la contessa Maria Adelaide Henckel von Donnersmarck, principessa di Lussemburgo, principessa di Nassau, principessa di Borbone-Parma

## Ascendenza
|                               |                       |                                           | Genitori                                    |  |  | Nonni |  |  | Bisnonni           |  |  | Trisnonni         |  |
|                               |                       |                                           |                                             |  |  |       |  |  | Carlo III di Parma |  |  | Carlo II di Parma |  |
|                               |                       |                                           |                                             |  |  |       |  |  | Carlo III di Parma |  |  | Carlo II di Parma |  |
|                               |                       | Maria Teresa di Savoia                    |                                             |  |  |       |  |  | Carlo III di Parma |  |  |                   |  |
| Roberto I di Parma            |                       |                                           |                                             |  |  |       |  |  | Carlo III di Parma |  |  |                   |  |
|                               |                       | Luisa Maria di Borbone-Francia            | Carlo Ferdinando di Borbone-Francia         |  |  |       |  |  |                    |  |  |                   |  |
|                               |                       | Luisa Maria di Borbone-Francia            | Carlo Ferdinando di Borbone-Francia         |  |  |       |  |  |                    |  |  |                   |  |
|                               |                       | Luisa Maria di Borbone-Francia            | Carolina di Borbone-Due Sicilie             |  |  |       |  |  |                    |  |  |                   |  |
| Felice di Borbone-Parma       |                       | Luisa Maria di Borbone-Francia            |                                             |  |  |       |  |  |                    |  |  |                   |  |
|                               |                       | Michele del Portogallo                    | Giovanni VI di Portogallo                   |  |  |       |  |  |                    |  |  |                   |  |
|                               |                       | Michele del Portogallo                    | Giovanni VI di Portogallo                   |  |  |       |  |  |                    |  |  |                   |  |
|                               |                       | Michele del Portogallo                    | Carlotta Gioacchina di Borbone-Spagna       |  |  |       |  |  |                    |  |  |                   |  |
| Maria Antonia di Braganza     |                       | Michele del Portogallo                    |                                             |  |  |       |  |  |                    |  |  |                   |  |
|                               |                       | Adelaide di Löwenstein-Wertheim-Rosenberg | Costantino di Löwenstein-Wertheim-Rosenberg |  |  |       |  |  |                    |  |  |                   |  |
|                               |                       | Adelaide di Löwenstein-Wertheim-Rosenberg | Costantino di Löwenstein-Wertheim-Rosenberg |  |  |       |  |  |                    |  |  |                   |  |
|                               |                       | Adelaide di Löwenstein-Wertheim-Rosenberg | Agnese di Hohenlohe-Langenburg              |  |  |       |  |  |                    |  |  |                   |  |
| Maria Adelaide di Lussemburgo |                       | Adelaide di Löwenstein-Wertheim-Rosenberg |                                             |  |  |       |  |  |                    |  |  |                   |  |
|                               | Adolfo di Lussemburgo | Guglielmo di Nassau                       |                                             |  |  |       |  |  |                    |  |  |                   |  |
|                               | Adolfo di Lussemburgo | Guglielmo di Nassau                       |                                             |  |  |       |  |  |                    |  |  |                   |  |
|                               | Adolfo di Lussemburgo | Luisa di Sassonia-Hildburghausen          |                                             |  |  |       |  |  |                    |  |  |                   |  |
| Guglielmo IV di Lussemburgo   | Adolfo di Lussemburgo |                                           |                                             |  |  |       |  |  |                    |  |  |                   |  |
|                               |                       | Adelaide Maria di Anhalt-Dessau           | Federico Augusto di Anhalt-Dessau           |  |  |       |  |  |                    |  |  |                   |  |
|                               |                       | Adelaide Maria di Anhalt-Dessau           | Federico Augusto di Anhalt-Dessau           |  |  |       |  |  |                    |  |  |                   |  |
|                               |                       | Adelaide Maria di Anhalt-Dessau           | Maria Luisa Carlotta d'Assia-Kassel         |  |  |       |  |  |                    |  |  |                   |  |
| Carlotta di Lussemburgo       |                       | Adelaide Maria di Anhalt-Dessau           |                                             |  |  |       |  |  |                    |  |  |                   |  |
|                               |                       | Michele del Portogallo                    | Giovanni VI di Portogallo                   |  |  |       |  |  |                    |  |  |                   |  |
|                               |                       | Michele del Portogallo                    | Giovanni VI di Portogallo                   |  |  |       |  |  |                    |  |  |                   |  |
|                               |                       | Michele del Portogallo                    | Carlotta Gioacchina di Borbone-Spagna       |  |  |       |  |  |                    |  |  |                   |  |
| Maria Anna di Braganza        |                       | Michele del Portogallo                    |                                             |  |  |       |  |  |                    |  |  |                   |  |
|                               |                       | Adelaide di Löwenstein-Wertheim-Rosenberg | Costantino di Löwenstein-Wertheim-Rosenberg |  |  |       |  |  |                    |  |  |                   |  |
|                               |                       | Adelaide di Löwenstein-Wertheim-Rosenberg | Costantino di Löwenstein-Wertheim-Rosenberg |  |  |       |  |  |                    |  |  |                   |  |
|                               |                       | Adelaide di Löwenstein-Wertheim-Rosenberg | Agnese di Hohenlohe-Langenburg              |  |  |       |  |  |                    |  |  |                   |  |
|                               |                       | Adelaide di Löwenstein-Wertheim-Rosenberg |                                             |  |  |       |  |  |                    |  |  |                   |  |